# Недобоївська сільська рада
Недобо́ївська сільська́ ра́да — адміністративно-територіальна одиниця та орган місцевого самоврядування в Хотинському районі Чернівецької області. Адміністративний центр — село Недобоївці.

## Загальні відомості
- Населення ради: 3 168 осіб (станом на 2001 рік)

## Населені пункти
Сільській раді підпорядковані населені пункти:
- с. Недобоївці

## Склад ради
Рада складається з 20 депутатів та голови.
- Голова ради: Мігалатюк Анатолій Васильович
- Секретар ради: Миронець Іван Васильович

### Керівний склад попередніх скликань
| Прізвище, ім'я, по батькові   | Основні відомості                                                 | Дата обрання | Дата звільнення |
| ----------------------------- | ----------------------------------------------------------------- | ------------ | --------------- |
| Мігалатюк Анатолій Васильович | Сільський голова, 1959 року народження, освіта вища, безпартійний | 26.03.2006   | 31.10.2010      |
| Мігалатюк Анатолій Васильович | Сільський голова, 1959 року народження, освіта вища, безпартійний | 31.10.2010   |                 |

Примітка: таблиця складена за даними сайту Верховної Ради України

### Депутати
За результатами місцевих виборів 2010 року депутатами ради стали:

#### За суб'єктами висування
| Суб'єкт висування | Кількість обраних депутатів | %  |
| ----------------- | --------------------------- | -- |
| Самовисування     | 18                          | 90 |
| Партія регіонів   | 2                           | 10 |

#### За округами
| № округу        | Прізвище, ім'я, по батькові     | Дата визнання обраним | Освіта             | Партійна приналежність | Відомості про обраного депутата             |
| --------------- | ------------------------------- | --------------------- | ------------------ | ---------------------- | ------------------------------------------- |
| Партія регіонів |                                 |                       |                    |                        |                                             |
| 9               | Шевченко Лідія Григорівна       | 31.10.2010            | середня            | член Партії регіонів   | Недобоївська сільська рада, касир           |
| 14              | Єремеєк Віталія Василівна       | 31.10.2010            | вища               | член Партії регіонів   | Недобоївська сільська рада, землемір        |
| Самовисування   |                                 |                       |                    |                        |                                             |
| 1               | Щербатий Іван Андрійович        | 31.10.2010            | середня спеціальна | позапартійний          | тимчасово не працює                         |
| 2               | Шляхта Володимир Миколайович    | 31.10.2010            | середня спеціальна | позапартійний          | П. Галон, оператор                          |
| 3               | Тодосійчук Микола Федорович     | 31.10.2010            | середня            | позапартійний          | тимчасово не працює                         |
| 4               | Веренчук Іван Андрійович        | 31.10.2010            | середня            | позапартійний          | ПП Арго                                     |
| 5               | Миронець Іван Васильович        | 31.10.2010            | середня            | член Партії регіонів   | Недобоївська сільська рада, секретар        |
| 6               | Щербатий Григорій Васильович    | 31.10.2010            | середня            | позапартійний          | Будинок культури, директор                  |
| 7               | Колісник Вадим Васильович       | 31.10.2010            | вища               | позапартійний          | Амбулаторія, головний лікар                 |
| 8               | Гуцул Володимир Васильович      | 31.10.2010            | середня            | позапартійний          |                                             |
| 10              | Манюк Євгена Василівна          | 31.10.2010            | вища               | позапартійна           | Недобоївська загальноосвітня школа, вчитель |
| 11              | Бурлака Володимир Пилипович     | 31.10.2010            | вища               | позапартійний          |                                             |
| 12              | Чабан Григорій Миколайович      | 31.10.2010            | середня            | позапартійний          |                                             |
| 13              | Виклюк Лілія Іванівна           | 31.10.2010            | вища               | позапартійна           |                                             |
| 15              | Швигар Іван Станіславович       | 31.10.2010            | вища               | позапартійний          | Недобоївська загальноосвітня школа, завуч   |
| 16              | Шляхта Володимир Іванович       | 31.10.2010            | середня спеціальна | позапартійний          |                                             |
| 17              | Палій Дмитро Васильович         | 31.10.2010            | вища               | позапартійний          | Лісництво, застуаник директора              |
| 18              | Петрушка Олександр Васильович   | 31.10.2010            | середня            | позапартійний          |                                             |
| 19              | Бурлака Олександр Олександрович | 31.10.2010            | середня            | позапартійний          | ПП Лілія, директор                          |
| 20              | Павлишен Віталій Олександрович  | 31.10.2010            | середня спеціальна | позапартійний          |                                             |